# Robert Shwartzman
Ne doit pas être confondu avec Robert Schwartzman.
Robert Shwartzman (en russe : Роберт Шварцман), né le 16 septembre 1999 à Tel-Aviv, est un pilote automobile russo-israélien, ancien membre de la Ferrari Driver Academy. En 2019, il participe au championnat de Formule 3 FIA avec l'écurie italienne Prema Racing et remporte le championnat à domicile, lors de la course de Sotchi.

## Biographie
Robert Shwartzman est le fils de Mikhail Shwartzman, copropriétaire de Tsvetopttorg, une des plus grandes chaînes de fleuristes de Saint-Pétersbourg. Cependant, c'est Boris Rotenberg qui assure le principal soutien financier depuis les débuts professionnels de Robert, via le programme SMP Racing.

### Karting
Shwartzman s'essaye au karting pour la première fois en 2004. Sa carrière professionnelle commence en 2007, et son premier grand succès survient en 2008, lorsqu'il devient le vainqueur de la Finale Internationale Easy Kart dans la catégorie 60 cm3. Le 18 octobre 2009, il remporte une deuxième fois cette finale, et il gagne le Trofeo delle Industrie une semaine plus tard, en 60 cm3 également.
Au cours des quatre années suivantes, il continue à remporter des trophées dans diverses épreuves à travers l'Europe, notamment en 2013 : dans la catégorie KF Junior, il gagne la WSK Final Cup, et il décroche la troisième place au Championnat du monde CIK-FIA.

### 2014-2015: Formule 4
En 2014, Shwartzman passe à la monoplace, et choisit la Formule 4 italienne. Cependant, en raison d'un âge insuffisant , il ne peut pas courir immédiatement en championnat et doit donc d'abord se contenter de rouler lors de séances d'essais. Une fois l'âge légal atteint (15 ans), il a pu participer avec Cram Motorsport aux six dernières courses de la saison de Formule 4 italienne, durant lesquelles il marque 26 points, et termine seizième au classement général.
L'année suivante, Shwartzman participe à plein temps à ce championnat avec Mücke Motorsport, remportant deux victoires et terminant troisième du classement, derrière le duo Prema Powerteam composé de Ralf Aron et Zhou Guanyu. Au cours de la même saison, il participe également au championnat allemand de Formule 4, toujours avec Mücke, terminant quatrième du classement avec huit podiums.

### 2016-2017: Formule Renault

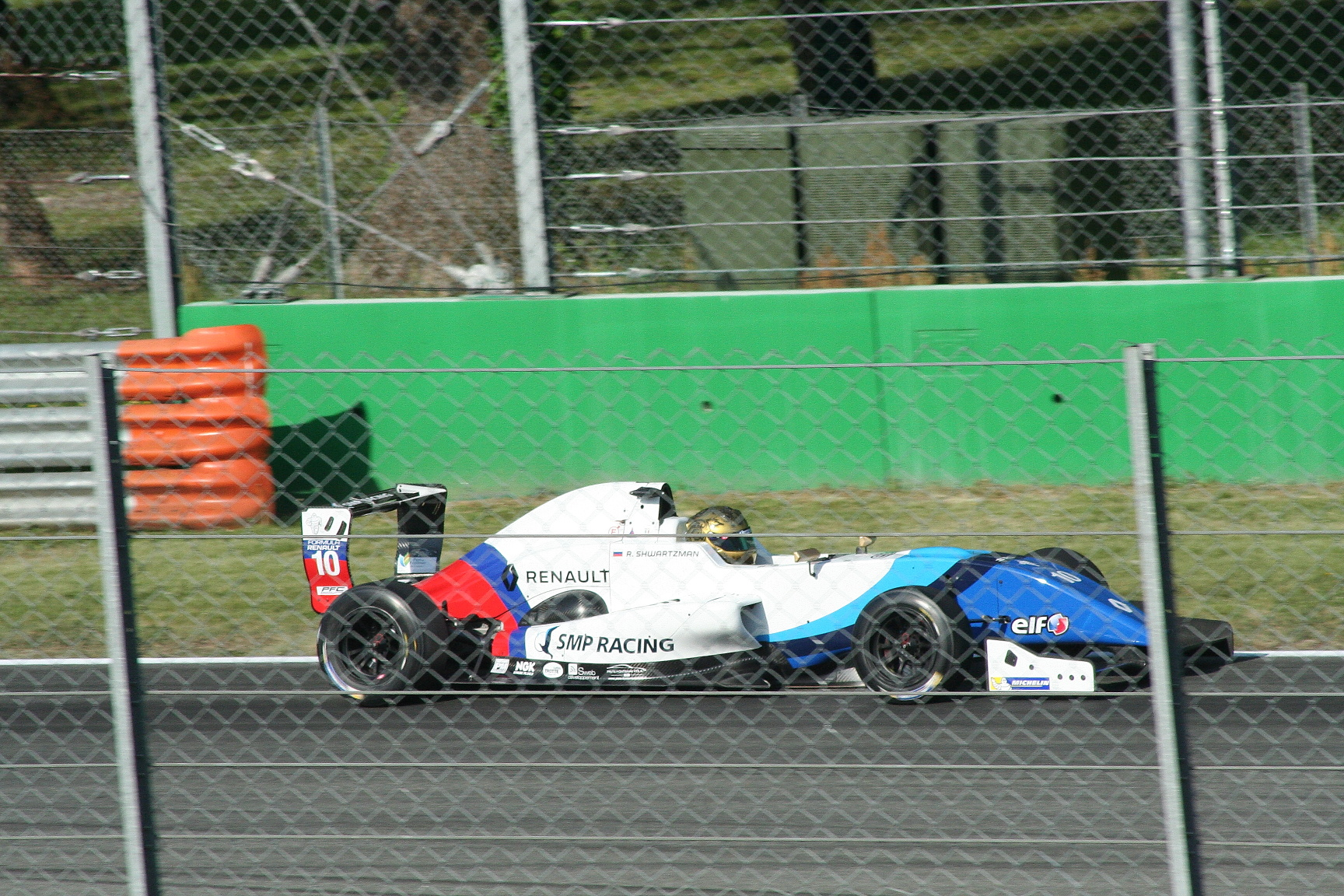
Robert Shwartzman en Formule Renault 2.0 en 2017 à Monza.

En 2016, Shwartzman rejoint la Formule Renault 2.0 avec l'écurie championne en titre Josef Kaufmann Racing, après des essais avec l'équipe au Motorland Aragon. Dans la Northern European Cup, il remporte deux courses et se classe sixième au championnat, et dans l'Eurocup, il termine huitième avec un podium.
Pour 2017, Shwartzman se concentre sur l'Eurocup, et rejoint l'équipe française R-ace GP. Au fil de cette saison, il gagne six courses, décroche au moins un podium dans toutes les manches excepté au Red Bull Ring et au Paul Ricard, et finit la saison à la troisième place du classement des pilotes derrière Sacha Fenestraz et Will Palmer.
Le 24 octobre 2017, à la suite de cette bonne saison, mais aussi après un test convaincant en Formule 3 avec Prema Powerteam un mois plus tôt, Shwartzman fait son entrée dans la Ferrari Driver Academy, tout en gardant le soutien de SMP Racing.

### 2018: Participation au championnat Toyota Racing Series et saison en Formule 3 européenne

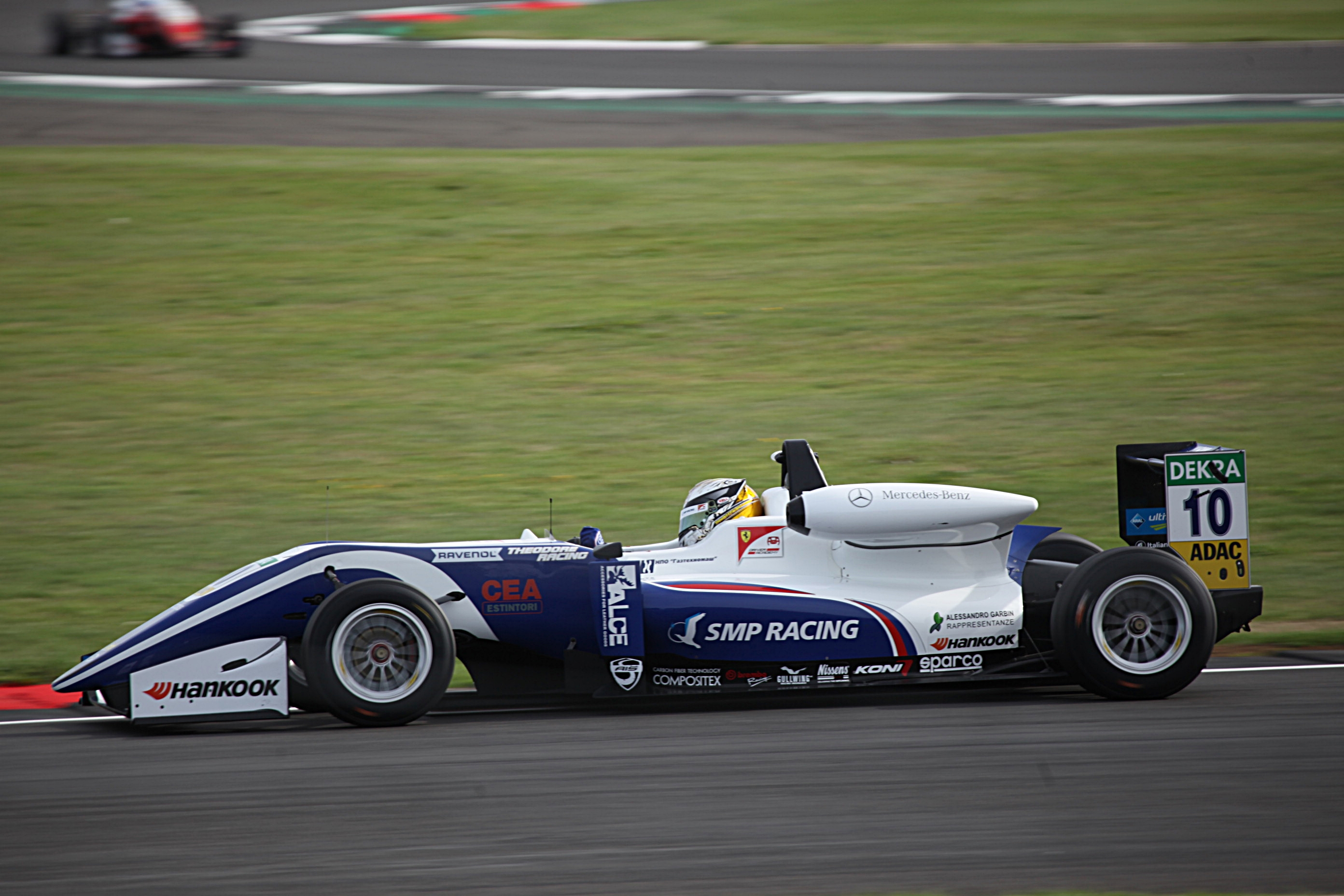
Robert Shwartzman en Formule 3 européenne en 2018.

Pendant l'hiver 2018, Shwartzman participe à la Toyota Racing Series avec M2 Competition. Malgré une seule victoire, il parvient à remporter le titre au terme d'une lutte serrée face à ses coéquipiers Richard Verschoor et Marcus Armstrong grâce à sa régularité, en étant le seul pilote à terminer toutes ses courses dans le top cinq.
Shwartzman court ensuite avec l'écurie italienne Prema dans le Championnat d'Europe de Formule 3 2018. Les deux premiers tiers de la saison sont discrets mais solides : sur les sept premières manches (21 courses), il obtient trois podiums et ne finit que trois courses hors des points. Après la septième manche à Misano, il est neuvième au championnat. Le dernier tiers de la saison, à partir de la manche du Nürburgring, est nettement plus remarquable : sur ce circuit, il termine deuxième à chacune des trois courses. Ensuite, lors du week-end du Red Bull Ring, en plus de deux autres podiums, il s'offre son premier succès en Formule 3 européenne. Enfin, sur le Hockenheimring, après un podium et une cinquième place, il conclut la saison avec une deuxième victoire. Cette brillante fin de championnat permet à Shwartzman de remonter à la troisième place du classement général et d'obtenir le titre de meilleur rookie de la saison.

### 2019: Saison avec Prema et champion en Formule 3 FIA

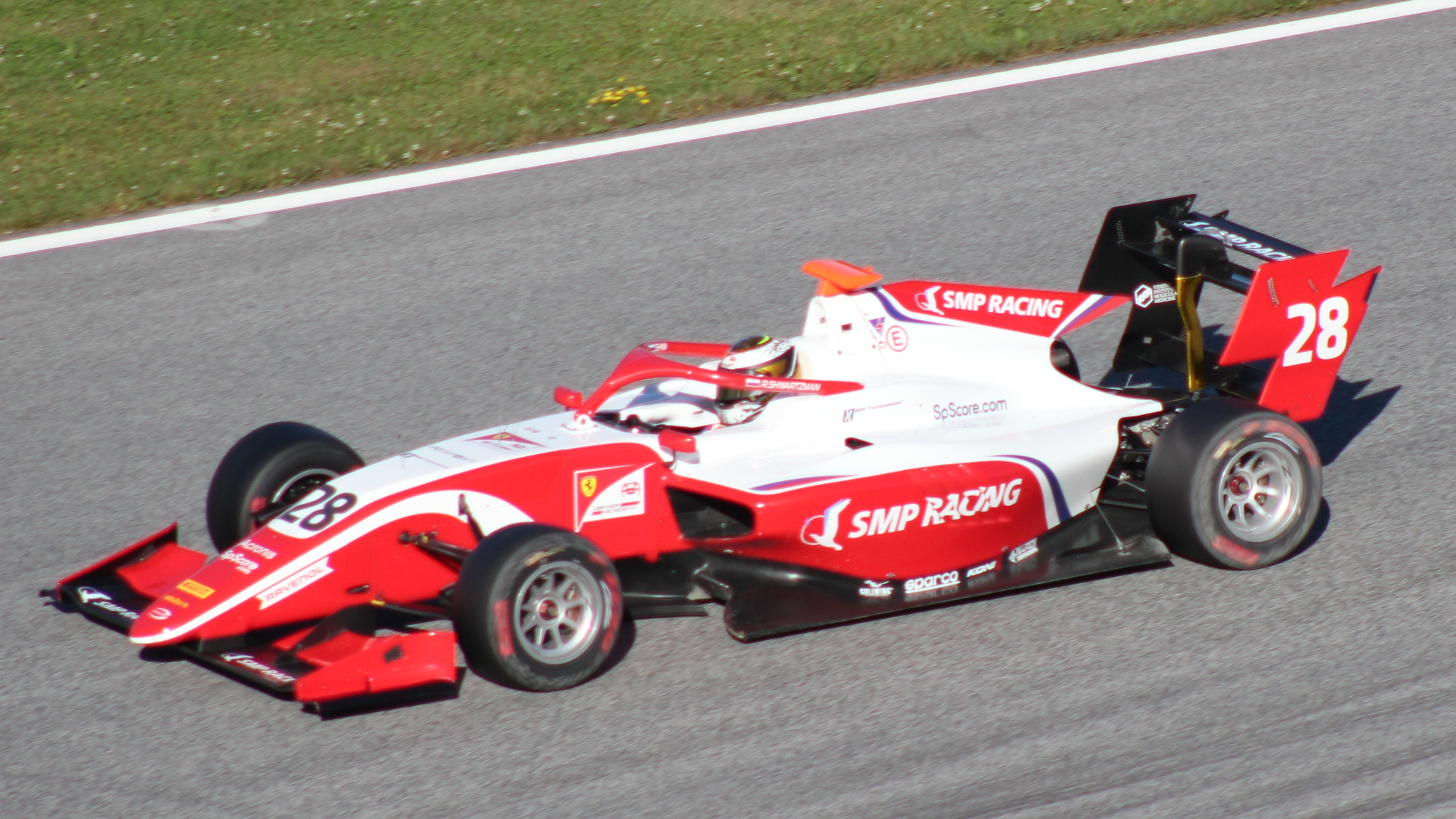
Robert Shwartzman en Formule 3 FIA en 2019 pour Prema Powerteam.

Pour 2019, Shwartzman et Prema Racing continuent leur route ensemble en rejoignant la Formule 3 FIA, un nouveau championnat né de la fusion entre la Formule 3 européenne et le GP3 Series. Depuis cette année, le jeune pilote est entraîné par Vitaly Petrov, premier pilote russe ayant couru en Formule 1, qui est présent pour le conseiller aussi bien en essais que lors des week-ends de course,. Shwartzman se qualifie en pole pour la première course de Barcelone et termine d'abord la course en deuxième position avant d'être promu vainqueur de la course à la suite d'une pénalité infligée à Christian Lundgaard. Le lendemain, il termine quatrième après être parti huitième. Au Castellet, il finit deuxième de la première course, et lors de la seconde course, il remporte sa deuxième victoire après être parti septième. 
En Autriche, le pilote russe, pour la course principale, termine cinquième tandis qu'en course sprint, il termine troisième. A Silverstone, il termine cinquième pour la course principale tandis qu'en course sprint, il termine deuxième avec le meilleur tour en course. En Hongrie, il termine, de nouveau, cinquième pour la course principale tandis qu'en course sprint, il abandonne. Sur le Circuit de Spa-Francorchamps, sur les deux courses, il termine sur le podium en terminant deuxième et troisième. En Italie, pour la course a domicile de son équipe, il remporte la course et le lendemain, termine huitième pour la course sprint. Enfin, pour la dernière manche de la saison et sa course a domicile en Russie, Shwartzman part en pole position mais termine deuxième pour la course principale tandis qu'en course sprint, il termine troisième. Robert Shwartzman est sacré champion de Formule 3 FIA avec 212 points.

### 2020-2021: Saisons à succès avec Prema en Formule 2
Pour la saison 2020, Robert Shwartzman continue avec l'écurie italienne Prema Racing en rejoignant la Formule 2 avec comme coéquipier Mick Schumacher. Pour les quatre premières course de la saison au Red Bull Ring, il termine sur le podium a la troisième place, quatrième, signe sa première victoire et un abandon. En Hongrie, pour la course principale, le pilote russe signe sa deuxième victoire de la saison tandis qu'en course sprint, il termine quatrième. Sur le Circuit de Silverstone, il ne marque aucun point sur les deux courses du Grand Prix de Grande-Bretagne tandis que sur les deux autres courses, une semaine plus tard pour le Grand Prix du 70e anniversaire, il termine huitième et treizième. 
En Espagne, pour la course principale, Shwartzman termine deuxième tandis qu'en course sprint, il termine treizième. Sur le Circuit de Spa-Francorchamps, pour la course principale, il termine cinquième tandis qu'en course sprint, il signe sa troisième victoire de la saison. En Italie, sur le Circuit de Monza, il termine neuvième pour la course principale tandis qu'en course sprint, il termine cinquième. Il traverse quelques courses compliqué comme en Toscane et a domicile en Russie en abandonnant et en terminant trois fois en dehors des points. La fin de saison avec Prema se termine mieux puisque lors des quatre dernières courses à Bahreïn, il termine huitième, signe sa quatrième victoire, termine quatrième et cinquième. Robert Shwartzman termine sa première saison en Formule 2 à la 4e place avec 177 points.
Le 7 décembre 2020, Robert Shwartzman rempile pour la saison 2021 de Formule 2, toujours avec Prema Racing. Il a comme coéquipier Oscar Piastri.

### 2025: Début en Indycar avec Prema
Après une année 2024 en WEC, Robert Shwartzman annonce, pour la saison 2025, qu'il s'engage engage en IndyCar avec Prema Racing, qui fait ses début dans cette catégorie. Il est engagé sur la n°83 aux côtés de Callum Ilott, son ancien rival de Formule 2. 
Alors que l'équipe est en grande difficulté lors des premières courses de la saison, Shwartzman crée la sensation lors de la 109e édition des 500 miles d'Indianapolis en se qualifiant en pole position(sa première dans le championnat ainsi que la première de Prema en IndyCar), devenant ainsi le premier pilote débutant à réaliser cette performance depuis Teo Fabi en 1983.

## Résultats en compétition automobile

### Résultats dans les formules de promotions
| Saison | Championnat                          | Écurie                | Courses | Victoires | Pole positions | Meilleurs tours | Podiums | Points | Classement |
| ------ | ------------------------------------ | --------------------- | ------- | --------- | -------------- | --------------- | ------- | ------ | ---------- |
| 2014   | Championnat d'Italie de Formule 4    | Cram Motorsport       | 6       | 0         | 0              | 0               | 0       | 26     | 16e        |
| 2015   | Championnat d'Allemagne de Formule 4 | Mücke Motorsport      | 20      | 0         | 0              | 4               | 8       | 167    | 4e         |
| 2015   | Championnat d'Italie de Formule 4    | Mücke Motorsport      | 21      | 2         | 4              | 3               | 8       | 212    | 3e         |
| 2016   | Eurocup Formula Renault 2.0          | Josef Kaufmann Racing | 15      | 0         | 0              | 0               | 1       | 75     | 8e         |
| 2016   | Formula Renault 2.0 NEC              | Josef Kaufmann Racing | 15      | 2         | 1              | 2               | 3       | 206    | 6e         |
| 2017   | Eurocup Formula Renault 2.0          | R-ace GP              | 23      | 6         | 7              | 7               | 12      | 285    | 3e         |
| 2018   | Toyota Racing Series                 | M2 Competition        | 15      | 1         | 3              | 3               | 9       | 916    | Champion   |
| 2018   | Championnat d'Europe de Formule 3    | Prema Powerteam       | 30      | 2         | 3              | 1               | 11      | 294    | 3e         |
| 2019   | Formule 3                            | Prema Powerteam       | 16      | 3         | 2              | 2               | 10      | 212    | Champion   |
| 2020   | Formule 2                            | Prema Racing          | 24      | 4         | 0              | 1               | 6       | 177    | 4e         |
| 2021   | Formule 2                            | Prema Racing          | 23      | 2         | 0              | 3               | 8       | 192    | 2e         |

### Résultats en IndyCar Series
| Saison | Écurie       | GP disputés | Pole positions | Victoires | Podiums | Meilleur tours | Points inscrits | Classement |
| ------ | ------------ | ----------- | -------------- | --------- | ------- | -------------- | --------------- | ---------- |
| 2025   | PREMA Racing |             |                |           |         |                |                 |            |

### Résultats en championnat du monde d'Endurance
| Année | Écurie   | Châssis      | Moteur                      | Classe   | 1     | 2     | 3     | 4        | 5      | 6     | 7      | 8     | Points | Classement |
| ----- | -------- | ------------ | --------------------------- | -------- | ----- | ----- | ----- | -------- | ------ | ----- | ------ | ----- | ------ | ---------- |
| 2024  | AF Corse | Ferrari 499P | Ferrari F163 4,2 l V6 Turbo | Hypercar | QAT 4 | IMO 8 | SPA 8 | LMS Abd. | SÃO 11 | COA 1 | FUJ 12 | BHR 8 | 57     | 9e         |